# Bernard Saisset
Bernard Saisset, o Bernard Saget (1232 circa – Pamiers, 1314 circa), è stato un vescovo cattolico e abate francese.

## Biografia
Fu abate dei canonici di Sant'Antonio di Pamiers e divenne vescovo della stessa città nel 1295, quando Bonifacio VIII la rese sede di una nuova diocesi.

### Il conflitto con Filippo il Bello
Saisset fu famoso per i suoi contrasti con il re di Francia Filippo IV, detto il Bello. Quest'ultimo accusò Saisset di aver messo in discussione la legittimità del potere capetingio in Linguadoca. Saisset avrebbe infatti suggerito al conte di Foix, Ruggero Bernardo III, e al conte di Comminges di liberarsi dal controllo francese. Filippo IV aprì un'inchiesta e sequestrò i beni del vescovo, in spregio all'immunità ecclesiastica e anche allo scopo di provocare papa Bonifacio VIII.
Nella notte tra il 12 e il 13 luglio 1301, proprio mentre stava per fuggire a Roma, Saisset fu arrestato e trasferito a Senlis, in Piccardia. Comparve davanti al Consiglio reale il 24 ottobre 1301. Alle accuse di alto tradimento e di ingiurie contro il re si aggiunsero, su istigazione di Guglielmo di Nogaret, quelle di eresia. Il vescovo di Auxerre, Pierre de Mornay, lo difese sia a Châteauneuf-sur-Loire che a Senlis.
L'arresto e il procedimento contro Saisset scatenarono il conflitto tra Filippo IV e Bonifacio VIII, che culminò nello schiaffo di Anagni del 1303. In effetti, per poter intraprendere un'azione legale contro il vescovo, Filippo IV avrebbe dovuto ottenere dal papa la destituzione di Saisset. Bonifacio VIII, invece, ordinò al re di rilasciare il vescovo affinché potesse recarsi a Roma per giustificarsi. Questo fatto peggiorò i rapporti tra il re e il papa, esacerbando il dissidio che risaliva ai tempi della bolla papale Clericis laicos del 1296. Il 1º novembre 1302, Bonifacio VIII convocò a Roma tutti i prelati francesi per valutare eventuali sanzioni.

### Il ritorno in auge
In mezzo a questa lotta, Saisset, che era  stato espulso dal regno, fu un po' dimenticato. Nel febbraio 1302 partì per Roma, città che lasciò l'anno successivo, dopo l'episodio dello schiaffo di Anagni.
Nel 1308, grazie a Clemente V, primo papa avignonese, Saisset fu graziato dal re francese e riassunse il suo incarico di vescovo di Pamiers. Nello stesso anno stipulò addirittura un accordo con Filippo IV per il paréage della bastide di Villeneuve-du-Paréage.
Morì a Pamiers intorno al 1314.